# Teach Me How to Dougie
Teach Me How to Dougie é o single de estreia do grupo de rap Cali Swag District, lançado em 12 de abril de 2010. A canção foi escrita por Corey Fowler, Chanti Glee, Cahron Childs, Ebony West & Tri-O, e produzida por RunWay Star. Ela é a primeira canção lançada do álbum The Kickback, previsto para 2011.
"Teach me How to Dougie" fala sobre o movimento de dança "Dougie", similar ao jerkin'.

## Paradas musicais
| Parada (2010)         | Posição topo |
| --------------------- | ------------ |
| Billboard Hot 100     | 28           |
| Hot R&B/Hip Hop Songs | 9            |
| Hot Rap Songs         | 6            |

## Certificações
| País           | Certificação |
| -------------- | ------------ |
| Estados Unidos | Ouro         |